# Celesty
«Celesty» — пауэр-метал-группа, основанная в 1998 г. в городе Сейняйоки, Финляндия. С самого начала состав группы постоянно менялся. Единственные, кто остался с дня основания группы — бас-гитарист Ari Katajamäki и барабанщик Jere Luokkamäki. На данный момент у группы 4 полноценных альбома и 2 демозаписи. В 2003 Celesty участвовали в записи трибьютного альбома на Helloween — The Keepers of Jericho - Part II, где они исполнили песню The Chance. А в 2005 опять поучаствовали в записи трибьюта, в этот раз они исполнили песню группы Megadeth — Holy Wars. 7 января 2010 года вокалист Antti Railio покинул состав группы. 20 февраля 2010год года вокалистом стал Тони Турунен, брат Тарьи Турунен.
С начала 2012 года группа взяла творческую паузу.

## Состав

### Текущий
- Tony Turunen — вокал (c 2010)
- Ari Katajamäki — бас-гитара
- Jere Luokkamäki — ударные
- Juha Mäenpää — клавишные (с 2001)
- Teemu Koskela — гитара (с 2005)

### Бывшие участники
- Вокал:
  - Tommi Ritola (1998-99)
  - Kimmo Perämäki (2000-04)
  - Antti Railio (2004—2010)
- Гитара:
  - Timo Lepisti (1998-99)
  - Jari Lehtola (1999-99)
  - Juha-Pekka Alanen (2000-05)
  - Tapani Kangas (1999-2010)
- Клавишные:
- Marika Kleemola (1998-99)

## Дискография
- Warrior of Ice (демо) [1](1999)
- Times Before the Ice (демо) (2002)
- Reign of Elements (2002)
- Legacy of Hate (2004)
- Mortal Mind Creation (2006)
- Vendetta (2009)